# زهرا اویسی
زهرا اویسی (زاده ۳ اسفند ۱۳۶۲) بازیگر سینما و تلویزیون اهل ایران است. 
او از سن ۶ سالگی بازی در سینما را تجربه کرد و در سن ۹ سالگی با فیلم کیمیا شناخته شد. بازی‌اش در مجموعه تلویزیونی خانه ما، او را به محبوبیت رساند. وی فرزند زهره صفوی (بازیگر) و خواهر میترا اویسی (بازیگر و چهره پرداز) و نوهٔ میراحمد صفوی، کارگردان تئاتر است.
یکی از شایعات مهم زندگی زهرا اویسی نسبت میان او و فتحعلی اویسی است که در اغلب موارد به اشتباه او را به عنوان دختر فتحعلی اویسی معرفی می‌کنند، اما در واقع هیچ نسبت فامیلی میان این دو وجود ندارد. شایعات پیرامون نسبت پدر و دختری فتحعلی اویسی و زهرا اویسی تا جایی پیشروی کرد که زهرا اویسی عکسی از پدر و مادرش را به اشتراک گذاشت و به صورت رسمی اعلام کرد که با وجود ارادت خاصی که به فتحعلی اویسی دارد اما این بازیگر پیشکسوت پدر او نیست.

## فیلم‌شناسی

### سینما
- صله سحر (۱۳۹۴)
- اشک و سکوت (اصغر نصیری، ۱۳۹۰)
- مثلث آبی (هادی صابر، ۱۳۷۸)
- شور زندگی (فریال بهزاد، ۱۳۷۷)
- تنها (علی قوی تن، ۱۳۷۶)
- ماه‌پیشونی (جواد ارشاد، ۱۳۷۴)
- حسرت (حسن محمدزاده، ۱۳۷۳)
- کیمیا (احمد رضا درویش، ۱۳۷۳)
- مرضیه (اسفندیار شهیدی، ۱۳۷۳)
- لبه تیغ (جمال شورجه، ۱۳۷۱)

### تلویزیون
| سال  | عنوان              | نقش  | کارگردان                     | یادداشت  |
| ---- | ------------------ | ---- | ---------------------------- | -------- |
| ۱۳۹۸ | تلاطم              |      | وحید بیطرفان                 | شبکه پنج |
| ۱۳۹۳ | برابر با اصل       |      | سید جلال الدین دری           | شبکه یک  |
| ۱۳۹۲ | ساده مثل نامه      |      | پرستو شاه‌محمدی               |          |
| ۱۳۸۳ | اگه بابام زنده بود |      | همایون اسعدیان               | شبکه یک  |
| ۱۳۸۲ | ورود ممنوع ممنوع   |      | مهران غفوریان                | شبکه پنج |
| ۱۳۸۰ | خط قرمز            |      | قاسم جعفری                   | شبکه سه  |
| ۱۳۸۰ | تازه چه خبر همسایه |      | بهروز بقایی، امیر سماواتی    | شبکه دو  |
| ۱۳۷۹ | خانه ما            | سارا | مسعود کرامتی                 | شبکه سه  |
| ۱۳۷۹ | همسفر              |      | قاسم جعفری                   | شبکه سه  |
| ۱۳۷۵ | قصه‌ها              |      | محمدرضا اعلامی               |          |
| ۱۳۷۴ | داستان آنا         |      | رؤیا افشار                   | شبکه یک  |
| ۱۳۷۱ | خانه من کجاست؟     |      | محمد حسن‌زاده                 | شبکه یک  |
| ۱۳۷۱ | آخرین ایستگاه      |      | حسین پهلوان نشان، مصطفی راور | شبکه یک  |

### تله‌فیلم
| سال  | عنوان                | نقش    | کارگردان         | یادداشت |
| ---- | -------------------- | ------ | ---------------- | ------- |
| ۱۴۰۰ | باغ ماهی             | بازیگر | سیدمجید موسویان  |         |
| ۱۳۹۲ | پارسا و رویا         | بازیگر | فرید شرعی        |         |
| ۱۳۹۲ | دزدی که برای شام آمد | بازیگر | سیدمحسن میرحسینی |         |
| ۱۳۸۸ | خانه روباه           | بازیگر |                  |         |
| ۱۳۸۸ | چشم‌های نامحسوس       | بازیگر | سید محسن موسویان |         |